# El Capitan Reservoir
El Capitan Reservoir ist ein Stausee im San Diego County in Südkalifornien. Der Stausee wurde im Jahre 1934 fertiggestellt, um die Stadt San Diego mit Trinkwasser zu versorgen. Bei Dürre wird Wasser aus dem San Vicente Reservoir in den Stausee übergeleitet.

## Freizeitnutzung
Private Boote und Wasserski sind von Mai bis Oktober in einer eingeschränkten Zone erlaubt. Im schmalen Arm ist dies nur Sonntags erlaubt. Fischen ist ganzjährig erlaubt.